# The Shipment
The Shipment is de 58e aflevering van de serie Star Trek: Enterprise van 97 afleveringen in totaal. Hierin probeert de bemanning van de USS Enterprise NX-01 het proces van de constructie van een superwapen door de Xindi te vertragen.
Seizoen drie van deze serie heeft één grote verhaallijn, die het gehele seizoen voortduurt (zie seizoen drie), met meerdere plots. Deze aflevering is dus slechts één onderdeel van dit verhaal.

## Verloop van de aflevering
Volgens Degra, een Xindi-Primaat en tevens de ontwikkelaar van een groot wapen dat bedoeld is om de planeet Aarde te vernietigen, zal de productie van het superwapen nog slechts enkele weken in beslag nemen. Ondertussen vindt de bemanning van de Enterprise de locatie waar een belangrijke stof voor de bom geproduceerd wordt, door de hulp van Tarquin (zie Exile).
Eenmaal op de planeet valt het team van de “Enterprise” het huis binnen van een techneut die in de fabriek werkt waar de stof genaamd kemocite,  een multi gefaseerd isotoop, gemaakt wordt. In eerste instantie wantrouwt hij Archer omdat hij er van overtuigd is dat de kemocite alleen voor vredelievende doeleinden wordt gebruikt. Gralik vertelt Archer ook over hoe de politieke waanzin op zijn planeet ervoor zorgde dat de reptielen en de insecten er uiteindelijk voor kozen om explosieven te plaatsen onder de acht breukvelden van de planeet en deze deed exploderen waardoor de planeet in stukken uiteen brak. 
Als Gralik hoort dat er op aarde 7 miljoen mensen zijn omgekomen mede door zijn werkzaamheden met kemacite is hij bereid Archer te helpen met het saboteren van de vrachtlading kemacite die door Degra en consorten wordt opgehaald.
Omdat er een soort van tracker in een van de kemacite tubes wordt verborgen kan de Enterprise de Xindi-shuttle, die de stof heeft ingeladen, volgen en zo hopelijk de locatie van de werkelijke bouwplaats van het superwapen vinden. De techneut, Gralik, geeft Archer mee dat niet alle Xindi de vijand zijn. 
Nu blijkt dat de vijf verschillende intelligente rassen die afkomstig zijn van de voormalige planeet Xindus (reptielen, primaten, arborealen (levend in bomen), insecten en waterwezens) zeer verschillend - en het vaak niet eens zijn met elkaar.

## Acteurs

### Hoofdrollen
- Scott Bakula als kapitein Jonathan Archer
- John Billingsley als dokter Phlox
- Jolene Blalock als overste T'Pol
- Dominic Keating als luitenant Malcolm Reed
- Anthony Montgomery als vaandrig Travis Mayweather
- Linda Park als vaandrig Hoshi Sato
- Connor Trinneer als overste Charles "Trip" Tucker III

### Gastrollen
- John Cothran junior as Gralik Durr
- Randy Oglesby als Degra
- Steven Culp als Majoor J. Hayes

### Bijrollen

#### Bijrol met vermelding in de aftiteling
- John Eddins als een Xindi-reptielachtige
- Jack Alsted als een Xindi-arboreaal
- Sam Witwer als een Xindi-arboreaal

#### Bijrol zonder vermelding in de aftiteling
- Mark Correy als bemanningslid Alex
- Clynell Jackson III als een Xindi-arboreaal
- Louis Ortiz als een Xindi-arboreaal

## Links en referenties
- The Shipment op Memory Alpha
- (en)   The Shipment in de Internet Movie Database